# Мисловщицки манастир
Мисловищицкият манастир „Успение Богородично“ е недействащ православен манастир в Западна България, подчинен на Софийската епархия на Българската православна църква. Намира в подножието на Ездимирската планина, в пролома на Клисурска река, на левия ѝ бряг, на около 2 km североизточно от село Велиново (до 1950 година Мисловщица).

## История
Не съществуват данни за първоначалното издигане на манастира. Няма сведения и за разрушаването му. Според предание той е основан в годините малко преди падането на Търновското царство под османско владичество. Друга легенда разказва, че съвсем случайно в края на XVIII век, манастирската църква била открита от благочестивия Велко Ивков от село Мисловщица, който със собствени средства поправил църквата, а в близост до нея направил магерница, в която живял до края на дните си.
Години по късно в манастира идва архимандрит Мисаил Байкушев от Дечанския манастир. През 1837 година Байкушев става игумен на манастира, като спомага много за възобновяването и развитието на обителта. Той е изключително образован и ерудиран за времето си, бил е в „Света гора“, учил е в Киев, след което е служил на много свети християнски места из Балканския полуостров. Байкушев е един от големите радетели за църковна и национална свобода от Трънския край.
През 1840 година архимандритът тайно създава килийно училище в манастира за децата от околните села. През същата година Мисаил Байкушев, който вече е в напреднала възраст е хвърлен в нишкия затвор за революционна дейност, а манастирът – опустошен. Съществуват сведения, че е давал подслон в Мисловщицкия манастир на Васил Левски. Байкушев умира на преклонна възраст през 1880 година в манастира, на който е игумен цели четиридесет и три години (от 1837 до 1880 година). Архимандритът е погребан в двора на цървата „Света Петка“ в град Трън.
През 1840 и 1874 година манастирът е нападнат и ограбен от турци и черкези.
Последният игумен на манастира е йеромонах Методи. След смъртта му през 1960 година обителта престава да действа и е изоставена.
През 2018 г. манастирската църква е обявена за паметник на културата с национално значение.

## Архитектура
Манастирският комплекс обхваща манастирска църква, жилищна и стопанска сграда, като последните две са почти напълно разрушени. До средата на 1990-те години те са били запазени в сравнително добро състояние. Жилищната сграда е била един рядък представител на западната възрожденска българска светска архитектура.
Манастирската църква поначало е малка, еднокорабна, едноапсидна, с вход от южната страна. Тя е изградена от ломен камък с хоросанова спойка, като са употребени и дървени сантрачи. Апсидата ѝ е полукръгла отвън и отвътре и има самостоятелно покритие. Корабът на църквата е покрит с полуцилиндричен свод. Като декоративен архитектурен орнамент е застъпен зъбчест тухлен корниз, който обхваща стените и апсидата. На източната фасада този корниз маркира свода, който е изявен като арка над апсидата.
Мисловщицкият манастир, аналогично на синхроничните му църкви от Знеполе и Горнострумеките земи, през Възраждането е разширен на запад. На западната му фасада е оформена широка арка, която обединява кораба на църквата с новопристроената част.
Стените на манастирска църква е била покрита изцяло със стенописи, които през 1979 година в по-голяма си част са свалени и преместени в Регионален историческия музей в град Перник.

## Стенописи
Стенописите на манастирската църква са еднослойни. Те са надживописвани през 1924 година от йеромонах Методий, но след почистването им при проведената консервация и реставрация през 1979 година са разкрити в първоначалния им вид. Изпълнени са в смесена живописна техника. Живописният слой е нанесен върху фин грунд, който е положен над хоросановата мазилка. По своя стил те се отделят от синхроничните им стенописи и макар и да разкриват известна близост със стенописите от Трънския манастир, които са дело на друг зограф. Известна близост е регистрирана и при архитектурното решение на южните фасади при двата манастира. Тези аналогии, както и стиловите белези на стенописите и архитектурата дават основание основаването на манастира да бъде отнесено към XVI—XVII век.
По време на работата по консервацията на стенописите през 1979 година са открити стенописи разкриващи иконографския регистър, въз основа на които ръководителката на реставрационния процес Боряна Дживджанова, установява че при изписването на църквата е застъпен съкратеният иконографски регистър. Над декоративния цокъл са изписани правостоящи светци, а над тях – бюстове и допоясни изображения, следвани от сцените на Страстите Христови и Празниците. От втория пояс, с изображенията на правостоящите светци, в апсидата на олтарното пространство са изписани великите църковни отци – Свети Григорий, Свети Василий (вляво от прозорчето и Милизмоса), Свети Йоан Златоуст и вдясно Свети Силвестър папа Римски. До него, на източната стена, съгласно канона е изписан Свети Роман, а на южната стена – Свети Кирил Александрийски. В кораба на църквата на южната стена са разкрити четири изображения. Последното от тях е на Свети Михаил, който съгласно канона охранява южния вход. От третия пояс са разкрити и допоясните изображения на Свети Григорий, Свети Яков и Свети Спиридон, изписани в правоъгълни полета в олтарното пространство. Пред иконостаса, в кораба на храма, този фриз има нова интерпретация. Виещи се ластари оформят кръгли полета като медальони, в които са изписани бюстове на светци, поставени в четирилистни цветни чашки. В западната част на този пояс е изписана сцената – „Изцеление на слепия“. На източната стена този пояс е зает от Видението на Свети Петър Александрийски – вляво от апсидата, и от Разговора между Йосиф и Мария – вдясно. Четвъртият пояс – поясът с цикли от Празниците и Страстите Христови, които започват с Благовещение – изписано на източната стена от двете страни на апсидата.
В наши дни частично са запазени на място в църквата са фрагменти от стенописите в олтарната ниша и по южната стена в наоса.